# Winfred P. Lehmann
Winfred Philip Lehmann (ur. 23 czerwca 1916 w Surprise, zm. 1 sierpnia 2007 w Austin) – amerykański językoznawca. Zajmował się językoznawstwem historycznym (zwłaszcza językiem praindoeuropejskim i pragermańskim) oraz zagadnieniem tłumaczenia maszynowego.
W 1936 r. uzyskał bakalaureat w dziedzinie nauk humanistycznych w Northwestern College (Watertown, Wisconsin). Studia magisterskie z zakresu germanistyki ukończył w 1938 r. na Uniwersytecie Wisconsin w Madison. Doktoryzował się w 1941 r. na tejże uczelni.
W swoim dorobku miał ponad 50 książek oraz specjalnych wydań czasopism. Napisał 250 artykułów fachowych. Szczególnie istotny jest jego wkład w dziedzinie badań historycznych.

## Wybrana twórczość
- 1952 Proto-Indo-European Phonology. Austin: Univ. of Texas Press and Linguistic Society of America. ISBN 0-292-73341-0. (2005-07. wersja online.)
- 1962 Historical Linguistics. (wyd. 3; 1992) Londyn: Routledge. ISBN 0-415-07243-3.
- 1967 A Reader in Nineteenth Century Historical Indo-European Linguistics. Bloomington: Indiana University Press. ISBN 0-253-34840-4. (2005-07. wersja online.)
- 1974 Proto-Indo-European Syntax. Austin: Univ. of Texas Press. ISBN 0-292-76419-7. (2005-07. wersja online.)
- 1978 Syntactic Typology: Studies in the Phenomenology of Language. [Austin: University of Texas Press. 463 pp. [https://liberalarts.utexas.edu/lrc/resources/books/typology/index.php wersja online], 2006.
- 1986 A Gothic Etymological Dictionary, Lejda: Brill. ISBN 90-040817-6-3
- 1993 Theoretical Bases of Indo-European Linguistics. Londyn: Routledge. ISBN 0-415-08201-3.
- 2002 Pre-Indo-European. Washington, DC: Institute for the Study of Man. ISBN 0-941694-82-8.